# Спекс Райт
Спекс Райт (англ. Specs Wright), справжнє ім'я Чарльз Райт (англ. Charles Wright; 8 вересня 1927, Філадельфія, Пенсільванія — 6 лютого 1963, там само) — американський джазовий ударник.

## Біографія
Народився 8 вересня 1927 року у Філадельфії (штат Пенсільванія). Грав в армійському бенді (1946—47); шість місяців з Говардом Мак-Гі, включаючи гастролі у Європі (1948). Грав з гуртом та комбо Діззі Гіллеспі (1949—51), Ерлом Бостичем (1952—53), Кенні Дрю (1953); виступав у Філадельфії, гастролював з Кеннонболлом Еддерлі (1955—56). Акомпанував Кармен Макре (1957-58), Сонні Роллінсу (1958) та різним бібоп гуртам в клубі Birdland в Нью-Йорку. Грав і записувався з Редом Гарлендом (1959); потім гастролював з вокальним тріо Lambert, Hendricks & Ross (1960—61).
Записувався також із Артом Блейкі (1957), Реєм Браянтом (1957), Бетті Картер (1958), Джоном Колтрейном та ін.
Помер 6 лютого 1963 року у Філадельфії у віці 36 років. Похований на національному цвинтарі Беверлі (штат Нью-Джерсі).